# Плавання на Чемпіонаті Європи з водних видів спорту 2021 — естафета 4x100 метрів комплексом (жінки)
Змагання з плавання в естафеті 4x100 метрів комплексом серед жінок на Чемпіонаті Європи з водних видів спорту 2021 відбулися 23 травня.

## Рекорди
|                   | Країна | Час     | Місто    | Дата          |
| ----------------- | ------ | ------- | -------- | ------------- |
| Світовий рекорд   | США    | 3:50.40 | Кванджу  | 28 липня 2019 |
| Рекорд Європи     | Росія  | 3:53.38 | Будапешт | 30 липня 2017 |
| Рекорд чемпіонату | Росія  | 3:54.22 | Глазго   | 9 серпня 2018 |

## Результати[1]

### Попередні запливи
| Місце | Заплив | Доріжка | Країна          | Плавці | Час     | Примітки |
| ----- | ------ | ------- | --------------- | --- | ------- | -------- |
| 1     | 1      | 3       | Нідерланди      | Кіра Туссен (59.51) Тес Шутен (1:07.84) Маакі де Ваард (58.25) Фемке Гемскерк (53.07)                                    | 3:58.67 | Q        |
| 2     | 2      | 6       | Росія           | Анастасія Фесікова (1:00.25) Євгенія Чікунова (1:07.09) Світлана Чімрова (56.98) Аріна Суркова (54.71)                   | 3:58.78 | Q        |
| 3     | 2      | 4       | Швеція          | Ганна Розвал (1:02.70) Софі Ганссон (1:06.21) Луїз Ганссон (56.71) Мішель Колман (53.74)                                 | 3:59.36 | Q        |
| 4     | 2      | 5       | Італія          | Сільвія Скалі (1:01.65) Мартіна Карраро (1:06.30) Єлена Ді Ліддо (58.05) Сільвія Ді П'єтрі (54.26)                       | 4:00.26 | Q        |
| 5     | 3      | 5       | Велика Британія | Касі Вайлд (1:00.47) Сара Васей (1:06.98) Геріет Джонс (58.47) Фрю Андерсон (54.47)                                      | 4:00.39 | Q        |
| 6     | 1      | 4       | Фінляндія       | Мімоза Джеллоу (1:00.41) Іда Гулко (1:06.38) Лаура Лантінен (1:00.30) Фанні Тейджонсало (54.57)                          | 4:01.66 | Q        |
| 7     | 3      | 7       | Білорусь        | Анастасія Шкурдай (1:00.14) Аліна Змушка (1:07.15) Анастасія Куляшова (58.67) Настасія Караковська (55.96)               | 4:01.92 | Q        |
| 8     | 3      | 0       | Данія           | Каролін Соренсен (1:02.29) Клара Рибак-Андерсен (1:08.24) Емілі Бекменн (57.52) Сігне Бро (53.92)                        | 4:01.97 | Q        |
| 9     | 3      | 2       | Іспанія         | Африка Заморано Санц (1:01.48) Джессіка Монтеро Волл (1:07.12) Аїна Гієрро Пуйоль (59.79) Лідон Мунос Дель Кампо (53.99) | 4:02.38 |          |
| 10    | 3      | 8       | Франція         | Матільда Чіні (1:01.27) Жюстін Делмас (1:08.22) Марі Ваттель (58.20) Асся Туаті (54.74)                                  | 4:02.43 |          |
| 11    | 2      | 1       | Ірландія        | Даніелла Гілл (1:01.07) Мона Мак-Шаррі (1:06.44) Еллен Волш (59.72) Вікторія Каттерсон (55.70)                           | 4:02.93 |          |
| 12    | 3      | 9       | Швейцарія       | Ніна Кост (1:00.85) Ліза Мамі (1:08.14) Марія Уголкова (58.76) Ноемі Джирарден (55.56)                                   | 4:03.31 |          |
| 13    | 3      | 6       | Туреччина       | Катерина Аврамова (1:01.25) Вікторія Зейнеп Гюнеш (1:07.38) Ніда Еліз Устунгад (1:00.62) Селен Озбілен (54.76)           | 4:04.01 |          |
| 14    | 2      | 2       | Угорщина        | Река Нуїраді (1:02.80) Петра Галмаї (1:07.56) Далма Севестьян (59.19) Фанні Гурінович (54.59)                            | 4:04.14 |          |
| 15    | 3      | 1       | Чехія           | Сімона Кубова Баумртова (1:01.00) Крістіна Горська (1:09.31) Барбора Яніскова (1:00.37) Барбора Сіманова (53.64)         | 4:04.32 |          |
| 16    | 3      | 3       | Словаччина      | Емма Марусакова (1:04.20) Андреа Подманікова (1:08.37) Тамара Поточка (1:00.04) Тереза Іван (55.77)                      | 4:08.38 |          |
| 17    | 2      | 8       | Бельгія         | Джейд Смітс (1:02.78) Джозефіна Дюмонт (1:09.50) Кімберлі Байс (59.01) Лана Равелінген (57.21)                           | 4:08.50 |          |
| 18    | 3      | 4       | Словенія        | Жаня Сегел (1:03.44) Тьяса Возель (1:09.80) Катя Файн (1:01.61) Неза Кланкар (54.93)                                     | 4:09.78 |          |
| 19    | 2      | 3       | Латвія          | Аріна Байкова (1:03.11) Аріна Сисоева (1:10.07) Єва Малюка (1:02.23) Габріела Нікітіна (56.16)                           | 4:11.57 |          |
| 20    | 1      | 5       | Австрія         | Кароліна Пілгатч (1:03.05) Корнелія Паммер (1:12.56) Лєна Креундль (1:00.48) Лєна Опатріл (56.83)                        | 4:12.92 |          |
| —     | 2      | 7       | Греція          | Йоанна Сача Марія-Терезія Драсідоу Анна Нтонтаунакі Теодора Дракоу                                                       | DSQ     | DSQ      |
| —     | 2      | 0       | Польща          | Емма Марусакова Андреа Подманікова Тамара Поточка Тереза Іван                                                            | DSQ     | DSQ      |

### Фінал[2]
| Місце | Доріжка | Країна          | Плавці | Час     | Примітки |
| ----- | ------- | --------------- | --- | ------- | -------- |
| 1     | 2       | Велика Британія | Кетлін Доусон (58.08) Моллі Реншоу (1:05.72) Лаура Кейтлін Стівенс (57.55) Анна Гопкін (52.66)              | 3:54.01 | CR       |
| 2     | 5       | Росія           | Анастасія Фесікова (59.47) Юлія Єфімова (1:05.77) Світлана Чімрова (56.78) Аріна Суркова (54.23)            | 3:56.25 |          |
| 3     | 6       | Італія          | Маргеріта Панзієра (59.71) Аріанна Кастігліоні (1:05.66) Єлена Ді Ліддо (57.27) Федеріка Пеллегріні (53.66) | 3:56.30 |          |
| 4     | 3       | Швеція          | Мішель Колман (1:00.00) Софі Ганссон (1:05.45) Луїз Ганссон (56.79) Сара Юневік (54.30)                     | 3:56.54 |          |
| 5     | 4       | Нідерланди      | Кіра Туссен (59.76) Тес Шутен (1:07.93) Маакі де Ваард (57.53) Фемке Гемскерк (52.19)                       | 3:57.41 |          |
| 6     | 1       | Білорусь        | Анастасія Шкурдай (59.53) Аліна Змушка (1:06.64) Анастасія Куляшова (58.30) Настасія Караковська (55.90)    | 4:00.37 |          |
| 7     | 7       | Фінляндія       | Мімоза Джеллоу (1:00.47) Іда Гулко (1:06.67) Лаура Лантінен (1:00.60) Фанні Тейджонсало (54.22)             | 4:01.96 |          |
| 8     | 8       | Данія           | Каролін Соренсен (1:02.04) Клара Рибак-Андерсен (1:07.92) Емілі Бекменн () Сігне Бро ()                     | DSQ     | DSQ      |